# Leonardo Bertone
Leonardo Bertone (Wohlen bei Bern, 14 marzo 1994) è un calciatore svizzero, centrocampista del Thun.

## Caratteristiche tecniche
Mediano, può giocare da interno di centrocampo o terzino destro.

## Carriera

### Club
Dopo aver militato per cinque stagioni nelle file dello Young Boys, il 18 dicembre 2018 firma il passaggio alla squadra statunitense del FC Cincinnati..

### Nazionale
Gioca la sua prima partita con la Svizzera Under-21 a Pola il 14 novembre 2013 in occasione della partita valida per le qualificazioni all'Europeo 2015 contro la Croazia Under-21 sostituendo Darko Jevtić durante il secondo tempo (partita poi vinta per 2-0). Il 18 novembre 2013 segna la sua prima rete con la Svizzera Under-21 a Thun contro i pari età dell'Ucraina Under-21.

## Palmarès

### Club

#### Competizioni nazionali
- Campionato svizzero: 1

Young Boys: 2017-2018
- Challenge League: 1

Thun: 2024-2025